# La Pensée et le Mouvant
La Pensée et le Mouvant est un livre de philosophie écrit par Henri Bergson, paru en 1934 chez Félix Alcan, à Paris. Recueil de textes et conférences, il s'agit du dernier livre publié par Bergson. Il a été réédité en 1938 aux Presses universitaires de France, et constamment réédité depuis, jusqu'à l'édition de 2013 augmentée d'un important appareil critique.

## Présentation générale

### Contenu

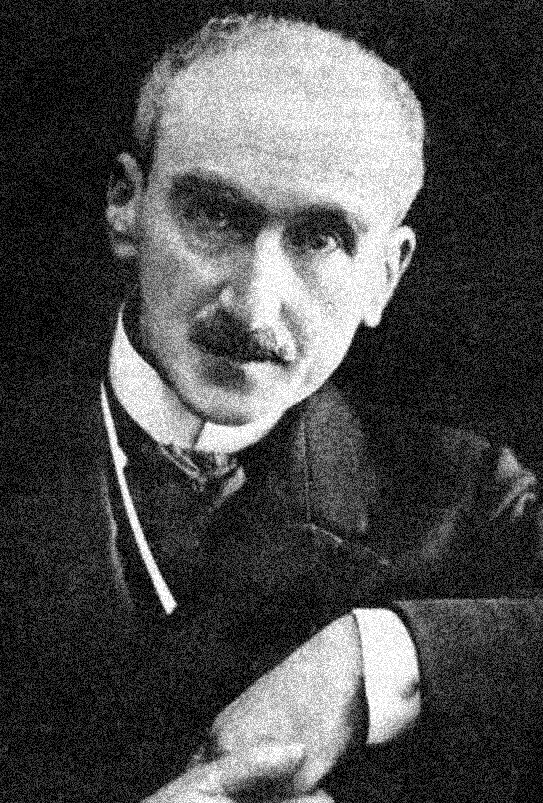
Henri Bergson, auteur de La Pensée et le Mouvant.

La Pensée et le Mouvant est un ouvrage qui permet de préciser les options métaphysiques de Bergson. Sur les « trois théories » qui sont les « clefs métaphysiques du bergsonisme » selon Jacques Maritain, philosophe thomiste et lecteur critique de Bergson, deux se trouvent développées dans l'ouvrage.
Ces trois théories sont « la critique bergsonienne de l'idée du néant » (dans L'Évolution créatrice), « la théorie bergsonienne du changement » (conférence sur « La perception du changement », qui constitue le cinquième chapitre de La Pensée et le Mouvant) et « la critique bergsonienne du possible » (conférence sur « Le possible et le réel », troisième chapitre du même ouvrage). Ce sont donc les options de Bergson sur le changement et le possible qui sont particulièrement explicitées ici, selon Maritain.

### Historique de publication
Il s'agit d'un recueil de IX articles précédemment parus entre 1903 et 1923, augmentés d'une introduction inédite qui représente un tiers de l'ouvrage. Le troisième chapitre, « Le Possible et le réel », a été publié précédemment dans une revue suédoise, Nordisk Tidskrift, en novembre 1930. Il est d'abord paru en langue suédoise, et Bergson l'a écrit à l'occasion de sa réception du Prix Nobel de littérature, à laquelle il n'a pu se rendre personnellement.

## Contenu

### Avant-propos
Henri Bergson signale dans l'« Avant-Propos » que les deux premiers essais introductifs sont inédits et « occupent le tiers du volume ». Ils traitent de questions relatives à la philosophie de l'histoire, au rapport entre la métaphysique et la science, et explicitent les concepts d'intuition et de mysticisme.

### Partie I

#### Critique des systèmes
Bergson commence par s'attaquer à la pensée philosophique sous forme de système. Les systèmes philosophiques, affirme-t-il, « ne sont pas taillés à la mesure de la réalité où nous vivons. Ils sont trop larges pour elle » ; dès lors, les philosophies antérieures ont manqué de précision. L'explication qui vaut est celle qui « adhère à son objet », c'est-à-dire où il n'y a « point de vie entre eux, pas d'interstice où une autre explication puisse aussi bien se loger ». La science a réussi dans cette voie, mais pas encore la philosophie.

#### Le temps et la durée échappent aux mathématiques
Bergson se dit frappé d'observer que le temps échappe aux mathématiques. Il est impossible de superposer des parties du temps. L'opération de mesure du temps est différente des autres mesures, car « le temps est mobilité ». Là où une ligne est faite, le temps se fait. La mesure du temps se base sur des moments (extrémités d'intervalles), c'est-à-dire des « arrêts virtuels du temps ». Ainsi, si on dit qu'un évènement aura lieu au bout d'un temps t, cela exprime qu'entre maintenant et le temps t, on peut compter un nombre t de simultanéités. Dans le langage commun, parler du temps équivaut à parler de la mesure de la durée, et non de la durée même. On sent et vit cette durée. Le philosophe doit chercher ce qu'elle est.
Il faut à ce titre pénétrer dans la vie intérieure du sujet. Cela fait vite reconnaître « l'insuffisance de la conception associationniste de l'esprit ». Elle conduisait à recomposer de manière artificielle la vie consciente. Il faut chercher ce que serait une vision immédiate du monde, sans préjugés.
Pourquoi la question de la durée a-t-elle été peu soulevée ? Les systèmes philosophiques précédents ont souvent mis le temps et l'espace dans le même genre, en transposant au temps les conclusions obtenues quant à l'espace. On a ainsi pu définir le temps par le concept de succession, et l'espace par celui de juxtaposition. Bergson soupçonne le langage même d'être à l'origine de l'erreur : « Les termes qui désignent le temps sont empruntés à la langue de l’espace. Quand nous évoquons le temps, c’est l’espace qui répond à l’appel ».

#### Intuition et rejets des prédécesseurs
Bergson réfute les notions d'intuition qu'il trouve chez ses prédécesseurs, notamment Schelling et Schopenhauer. Il leur reproche d'inverser illusoirement les rapports entre l'intelligence et le temps. Selon Bergson, les philosophes précédents ont cru que l'intelligence se mouvait dans le temps, et que l'intuition devait servir à sauter par-delà le temps pour atteindre immédiatement l'éternel. Mais l'intelligence, parce qu'elle spatialise et se sert du langage, produit de l'immobile et fixe le cours du temps et du changement. Par conséquent, pour Bergson, l'intuition devrait nous reconduire dans le temps (la « durée ») et le changement, que nous avons perdu de vue.

### Partie II

#### Intuition et concept
Bergson définit dans l'essai II « De la position des problèmes » la notion de concept et l'oppose à l'intuition dans son fonctionnement. Cette opposition est aussi évoquée dans l'« Introduction à la métaphysique » (essai VI). Un concept est une idée abstraite liée à d'autres idées abstraites au moyen du langage. Il est l'instrument privilégié du sens commun et de la science à la fois (avec une différence de clarté et de précision cependant) : le concept sert à connaître et à comprendre les phénomènes du monde, en les nommant et en analysant leurs relations. Il relève du champ discursif et est surtout approprié pour la connaissance de la matière. Au contraire, l'intuition est une saisie ou vision de la durée, c'est-à-dire de ce qui est spirituel et indivisible. L'intuition nous permet de nous insérer dans le flux temporel ou de coïncider avec lui, tandis que le concept a pour fonction de faire une coupe instantanée et immobile sur le devenir. Le concept possède une sorte de clarté facile pour l'intelligence, tandis que l'intuition « est pénible et ne saurait durer ». Le commentateur Jean-Louis Vieillard-Baron rappelle que pour Bergson, la durée, la vie et l'action ne sont pas des concepts, et que « le conceptualisme est le meilleur moyen de laisser la réalité de côté pour pratiquer une scolastique ».

#### Métaphysique et science
Bergson écrit que « le concept qui est d'origine intellectuelle est tout de suite clair, au moins pour un esprit qui pourrait donner l'effort suffisant, tandis que l'idée issue d'une intuition commence d'ordinaire par être obscure, quelle que soit notre force de pensée ». Le philosophe se sert de cette distinction entre l'intuition et le concept pour distinguer la métaphysique et la science. La science se sert du langage et des concepts pour connaître la matière, tandis que la métaphysique se sert de l'intuition comme « méthode spéciale » pour connaître l'esprit. Cependant, Bergson soutient que la métaphysique et la science « peuvent, l'une et l'autre, toucher le fond de la réalité ». Il affirme donc tant une forme de réalisme au sens métaphysique et spirituel du terme, qu'une forme de réalisme scientifique, qui ne se recoupent pas. L'esprit comme la matière sont réels chacun à leur manière, et Bergson s'oppose à tout relativisme philosophique. Le relativisme affirme en effet que nous ne pouvons pas atteindre la réalité de façon absolue, ni la connaître avec certitude.
Les spécialistes de Bergson, Jean-Louis Vieillard-Baron et Hervé Barreau, parlent respectivement de « spiritualisme réaliste » et  de « réalisme spirituel ».
L'expression de « réalisme spirituel » avait d'abord été utilisée par Félix Ravaisson et Jules Lachelier pour désigner leur propre philosophie, comme le rappelle Henri Gouhier. Ce sont deux prédécesseurs de Bergson au sein du spiritualisme français. Les « deux idées fondamentales » de ce réalisme spirituel sont, selon Gouhier, « Être, c'est agir et l'action est volonté ; d'autre part, l'inférieur procède du supérieur », c'est-à-dire la matière de l'esprit qui l'anime.

### Partie III: «Le possible et le réel»

#### La création continue d'imprévisible nouveauté
Bergson revient sur ce qu'il appelle la « création continue d'imprévisible nouveauté », qui est la norme dans l'univers. On aura beau se représenter par l'esprit comment quelque chose va arriver, cette représentation ne sera jamais que « pauvre, abstraite, schématique » par rapport à ce qui se produit. L'imprévisibilité semble régner. Cette impression de nouveauté vaut aussi dans « le déroulement de [notre] vie intérieure ». Dans notre processus de choix même, l'imprévisible s'impose : lorsqu'on délibère, on offre à notre conscience des « esquisses successives » du possible, mais l'acte s'accomplissant aura toujours une « forme originale », il sera différent du prévu.
Le philosophe propose un contre-argument : le monde matériel est régi par des lois mathématiques, que la science physique découvre. Ainsi, « une intelligence surhumaine, qui connaîtrait la position, la direction et la vitesse de tous les atomes », pourrait calculer n'importe quel état futur de l'univers. Mais cela n'est vrai que du monde inerte, qui « n'est qu'une abstraction ». En effet, « la réalité concrète comprend les êtres vivants, conscients, qui sont encadrés dans la matière inorganique ».

#### Théorie du vivant
L'auteur expose sa théorie du vivant. Le vivant « est conscient en droit » : même lorsque la conscience s'endort et qu'il devient de fait inconscient, on trouve des signes extérieurs de conscience (une « évolution réglée, progrès défini, vieillissement »). Il définit le monde inorganique comme « une série de répétitions ou de quasi-répétitions infiniment rapides qui se somment en changements visibles et prévisibles ». L'être vivant se définit par le fait qu'il dure, il « dure essentiellement » : « il dure, justement parce qu’il élabore sans cesse du nouveau et parce qu’il n’y a pas d’élaboration sans recherche, pas de recherche sans tâtonnement. Le temps est cette hésitation même, ou il n’est rien du tout ».

#### Perception et conception, intelligence et conscience
Il revient sur la définition de l'intelligence. Ce n'est ni la pensée, ni l'esprit. Elle est « le sentiment que nous avons d'être créateurs de nos intentions, de nos décisions, de nos actes, et par là de nos habitudes, de notre caractère, de nous-mêmes ». Cela ne signifie pas que nous sommes parfaitement libres de toute contrainte : « Artisans de notre vie, artistes même quand nous le voulons, nous travaillons continuellement à pétrir, avec la matière qui nous est fournie par le passé et le présent, par l’hérédité et les circonstances, une figure unique, neuve, originale, imprévisible comme la forme donnée par le sculpteur à la terre glaise ».
Savons-nous tout ce que nous faisons ? Il n'est pas nécessaire qu'on en ait conscience, car après tout, l'artiste lui-même ne sait pas vraiment ce qu'il fait. Mais on a besoin de revenir sur nous-même pour en savoir plus sur nous : « Dès qu’il n’est plus simplement question de sentir en soi un élan et de s’assurer qu’on peut agir, mais de retourner la pensée sur elle-même pour qu’elle saisisse ce pouvoir et capte cet élan, la difficulté devient grande ». Mais « nous avons un intérêt », dit le philosophe, qui est capital, à « nous familiariser avec la technique de notre action ». Il s'agit « d'extraire, des conditions où elle s'exerce, tout ce qui peut nous fournir des recettes et des règles générales sur lesquelles s'appuiera notre conduite ».
Le philosophe distingue percevoir et concevoir. La perception est une faculté de synthèse : elle « se saisit des ébranlements infiniment répétés qui sont lumière ou chaleur, par exemple, et les contracte en sensations relativement invariables : ce sont des trillions d’oscillations extérieures que condense à nos yeux ». Concevoir consiste à « former une idée générale », « abstraire des choses diverses et changeantes un aspect commun qui ne change pas ou du moins qui offre à notre action une prise invariable ».
Bergson peut ainsi opposer intelligence et conscience. Chacune a un domaine différent. En effet, « l’intelligence est dans le vrai tant qu’elle s’attache, elle amie de la régularité et de la stabilité, à ce qu’il y a de stable et de régulier dans le réel, à la matérialité. Elle touche alors un des côtés de l’absolu, comme notre conscience en touche un autre quand elle saisit en nous une perpétuelle efflorescence de nouveauté ou lorsque, s’élargissant, elle sympathise avec l’effort indéfiniment rénovateur de la nature ». Nous sommes induits en erreur lorsque nous utilisons l'intelligence pour penser ce qui est à la conscience.

#### Les faux problèmes de la métaphysique
Bergson identifie ce qu'il considère comme des pseudo-problèmes, c'est-à-dire des « problèmes angoissants de la métaphysique », qui n'en sont pas. Le premier est la question : pourquoi y a-t-il quelque chose plutôt que rien ? Nous sommes en réalité induits en erreur par le langage : lorsqu'on dit qu'il n'y a « rien », on ne dit en fait rien, car « rien » n'a aucune signification ; le « rien », pour l'homme, c'est simplement l'absence de ce qu'il cherche, désire ou attend. Le vide n'existe pas, et la suppression n'est jamais que substitution ; simplement, on s'attache à ce qu'on ne voit plus, et pas à ce qui est là. La représentation du vide est une représentation du plein.
L'autre faux problème métaphysique est celui de l'ordre : « pourquoi l'univers est-il ordonné ? ». Cela revient à se demander comment une règle peut imposer la régularité à l'irrégulier qu'est la matière. On peut échapper à ce problème lorsqu'on se rend compte de « l'idée de désordre a un sens défini dans le domaine de l'industrie humaine [...] mais non pas dans celui de la création ». Le désordre, en effet, n'est jamais que « l'ordre que nous ne cherchons pas ». Un désordre est donc, en nous, « la représentation d'un ordre différent qui est seul à nous intéresser », et, hors de nous, un ordre.

#### Possible et réel
Bergson analyse les concepts de possible et de réel. Le possible est ce qui n'existe pas encore, mais dont l'existence est pensable avant de se produire. Il est donc déterminé. Le réel est l'actualisation du possible, lui aussi déterminé et anticipable. Bergson leur oppose la notion de virtuel, qui est indéterminé et ne peut être anticipé avant de se produire. Il fait de l'indétermination une propriété essentielle du temps : « L'existence du temps ne prouverait-elle pas qu'il y a de l'indétermination dans les choses ? Le temps ne serait-il pas cette indétermination même ? ».
Il s'agit d'une illusion que de croire que il y a moins dans l'idée du vide que dans celle du plein, moins dans le concept de désordre que dans celui de l'ordre. De la même manière, il est illusion de croire que le possible est moins que le réel, et qu'ainsi, la possibilité précéderait l'existence de ces mêmes choses. En fait, il y a plus dans la possibilité d'états successifs que dans leur réalité. Le possible n'est que le réel avec, en plus, « un acte de l'esprit qui en rejette l'image dans le passé une fois qu'il s'est produit ». Ainsi, une œuvre « devient rétrospectivement ou rétroactivement possible ».
Ainsi, le possible va se loger lui-même dans le passé : « au fur et à mesure que la réalité se crée, imprévisible et neuve, son image se réfléchit derrière elle dans le passé indéfini ; elle se trouve ainsi avoir été, de tout temps, possible ». Dès lors, on peut soutenir que « la possibilité, qui ne précède pas sa réalité, l’aura précédée une fois la réalité apparue ». Par conséquent, « le possible est le mirage du présent dans le passé ».

### Partie IV: «L'intuition philosophique»
Ce texte reprend une conférence faite au Congrès international de philosophie de Bologne le 10 avril 1911. Bergson y développe sa vision de l'intuition philosophique, qui est un acte simple, et qui se déploie ensuite en système conceptuel complexe. Il se sert des exemples de Baruch Spinoza et surtout de George Berkeley pour illustrer son propos.

### Partie V: Deux conférences sur la perception du changement

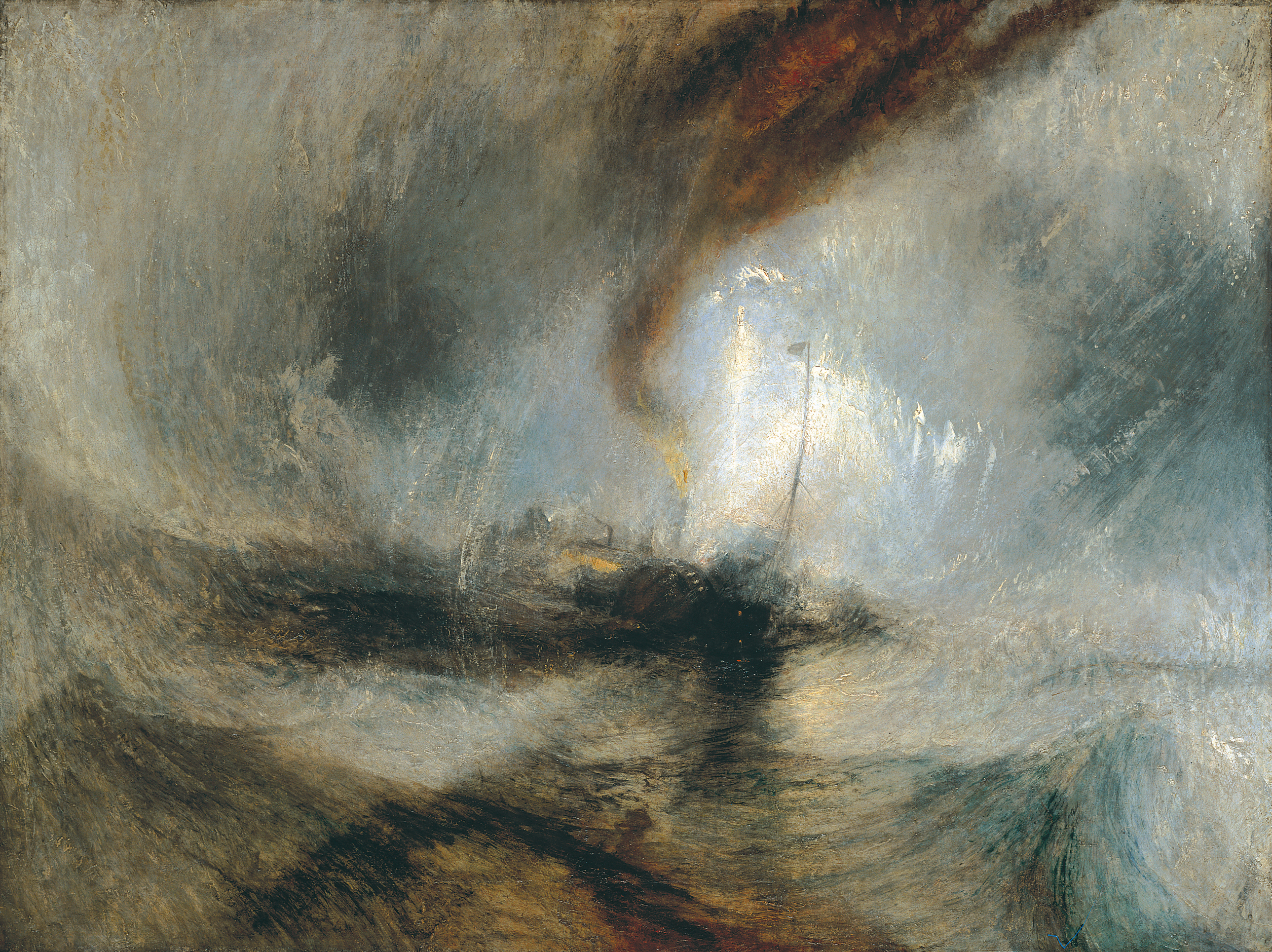
Tempête de neige en mer, de Turner, peintre cité en exemple par Bergson dans le ch. V.

Le chapitre V reprend deux conférences sur « La perception du changement », faites à l'Université d'Oxford les 26 et 27 mai 1911.
Ces conférences contiennent des analyses sur l'art et les artistes (Bergson cite notamment les peintres Corot et Turner). L'artiste est celui qui a une perception élargie, non intéressée, contrairement à la perception commune qui est orientée et resserrée par l'action. Comme l'indique la philosophe Simone Manon, « Bergson soutient que l'art est une voie d'accès plus directe à la réalité que la perception commune car les sens et la conscience de l'artiste sont en consonance avec le réel ». Les âmes des artistes sont « détachées de la vie », c'est-à-dire des besoins et des intérêts relatifs à la conservation de l'espèce, ce qui les distingue du commun.
Bergson appelle conversion l'acte de l'esprit qui consiste à se tourner intuitivement vers la réalité mouvante, à rebours de l'intelligence qui fixe et immobilise des coupes instantanées de son écoulement. La conversion définit pour lui la philosophie.